# 3C 196.1
3C 196.1 es una radiogalaxia de baja excitación ubicada en la constelación de Hidra. Tiene un corrimiento al rojo de 0.198 y fue descubierto por primera vez como radiofuente astronómica en 1965. Este objeto reside como el cúmulo de galaxias más brillante (BCG) de un cúmulo de galaxias de núcleo frío CIZA J0815.4-0308 ubicado en el mismo corrimiento al rojo, y su fuente se describe mejor como una HyMOR (fuente de radio de morfología híbrida).

## Descripción
La galaxia anfitriona de 3C 196.1 es una galaxia elíptica de tipo cD, confirmada mediante imágenes ópticas y de infrarrojo cercano. Se describe que tiene una estructura alargada en dirección noreste y suroestecon un tamaño angular estimado de 3.16 kpc.Según los gradientes de color ópticos de la galaxia anfitriona, 3C 196.1 exhibe capas periódicas con los centroides de los isótopos ópticos que tienen un desplazamiento direccional hacia el suroeste, lo que indica una etapa de fusión de galaxias.Además, el núcleo de la galaxia está parcialmente oscurecido por el polvo interestelary parece estar dividido en varios parches de emisión que se extienden a lo largo de la dirección del núcleo.
Las imágenes de radio de 3C 196.1 realizadas con el Karl G. Jansky Very Large Array muestran una fuente compacta de un solo lado dentro de la galaxia anfitriona y un núcleo secundario en su lado opuesto a su extensión de radio, midiendo un tamaño total de 16 kpc y una orientación a lo largo de un ángulo de posición de 40°. El lado suroeste de la galaxia tiene un lóbulo de radio envuelto en una región que muestra altas velocidades de recesión que superan los 500 km/s, mientras que el lado noroeste es más difuso con una pequeña dispersión de velocidad.
Según el análisis de imágenes de rayos X y de radio, 3C 196.1 tiene una cavidad de rayos X ubicada a 10 kpc de su núcleo, y las cavidades interna y externa tienen una potencia de chorro de 1.9x1044 erg/s y 3.4x1044 erg/s respectivamente. Las entalpías de las cavidades interna y externa se calculan como 7x1058 erg y 3x1060 erg. Otra evidencia también muestra la presencia de gas ionizado llenando la cavidad, lo que sugiere que el gas sufrió numerosos eventos de ionización a partir de erupciones de AGN causadas por la galaxia o que el enfriamiento de las erupciones de AGN (104< T ≤107 K) está causando que el gas forme filamentos.